# トライクレッシェンド
株式会社トライクレッシェンド（英: TRI-CRESCENDO Inc.）は、家庭用ゲームソフトの開発を主な事業内容とする日本の企業。

## 概要
トライエースに所属していた初芝弘也が代表となって設立。トライエースとの共同事業が多いが、子会社ではなく独立した会社で他社との仕事も行っている。
設立以後に発売された『ヴァルキリープロファイル』以降のトライエース作品には、サウンド部分の担当として多く関わっている。一部プログラム部分の担当としてレベルファイブ作品の『ダンボール戦機シリーズ』に関わっている。
また、2002年にはモノリスソフトと共同で『バテン・カイトスシリーズ』を開発。この作品ではサウンドだけでなく、バトルプログラム、キャンプなど、システム全般にわたる開発を行う。2007年の『トラスティベル 〜ショパンの夢〜』において初めて単独でのゲーム開発を行った。

## 沿革
- 1999年2月 - 有限会社トライクレッシェンド設立
- 2001年10月 - 株式会社トライクレッシェンドに組織変更
- 2012年7月30日 - 本社を品川区南品川に移転
- 2015年6月29日 - 本社を江東区永代に移転

## 開発タイトル
| 発売年 | タイトル                                             | プラットフォーム                                               | 発売元                                          | 備考                                           |
| ------ | ---------------------------------------------------- | -------------------------------------------------------------- | ----------------------------------------------- | ---------------------------------------------- |
| 1999年 | ヴァルキリープロファイル                             | PlayStation                                                    | エニックス                                      | サウンド担当                                   |
| 2001年 | スターオーシャン ブルースフィア                      | ゲームボーイカラー                                             | エニックス                                      | サウンド担当                                   |
| 2003年 | スターオーシャン Till the End of Time                | PlayStation 2                                                  | エニックス                                      | サウンド担当                                   |
| 2003年 | バテン・カイトス 終わらない翼と失われた海            | ニンテンドー ゲームキューブ                                    | ナムコ                                          | プログラム、サウンド、バトルプランニング担当   |
| 2004年 | スターオーシャン Till the End of Time DIRECTOR'S CUT | PlayStation 2                                                  | エニックス                                      | サウンド担当                                   |
| 2005年 | ラジアータ ストーリーズ                              | PlayStation 2                                                  | スクウェア・エニックス                          | サウンド担当                                   |
| 2006年 | バテン・カイトスII 始まりの翼と神々の嗣子            | ニンテンドーゲームキューブ                                     | 任天堂                                          | プログラム、サウンド、バトルプランニング担当   |
| 2006年 | ヴァルキリープロファイル2 シルメリア                 | PlayStation 2                                                  | スクウェア・エニックス                          | サウンド担当                                   |
| 2007年 | トラスティベル 〜ショパンの夢〜                      | Xbox 360                                                       | バンダイナムコゲームス                          |                                                |
| 2008年 | トラスティベル 〜ショパンの夢〜 ルプリーズ           | PlayStation 3                                                  | バンダイナムコゲームス                          |                                                |
| 2009年 | FRAGILE 〜さよなら月の廃墟〜                         | Wii                                                            | バンダイナムコゲームス                          |                                                |
| 2009年 | ブルードラゴン 異界の巨獣                            | ニンテンドーDS                                                 | バンダイナムコゲームス                          |                                                |
| 2011年 | ダンボール戦機                                       | PlayStation Portable                                           | レベルファイブ                                  | 一部プログラム担当                             |
| 2011年 | ダンボール戦機 ブースト                              | PlayStation Portable                                           | レベルファイブ                                  | 一部プログラム担当                             |
| 2012年 | デジモンワールド リ:デジタイズ                       | PlayStation Portable                                           | バンダイナムコゲームス                          | 24Frameとの共同開発                            |
| 2013年 | デジモンワールド リ:デジタイズ デコード              | ニンテンドー3DS                                                | バンダイナムコゲームス                          | 24Frameとの共同開発                            |
| 2013年 | テイルズ オブ シンフォニア ユニゾナントパック        | PlayStation 3                                                  | バンダイナムコゲームス                          |                                                |
| 2014年 | 大乱闘スマッシュブラザーズ for Nintendo 3DS / Wii U  | ニンテンドー3DS Wii U                                          | 任天堂                                          | 企画、プログラム、デザインの一部担当           |
| 2015年 | テイルズ オブ ゼスティリア                           | PlayStation 3                                                  | バンダイナムコエンターテインメント              | プログラム、デザインの一部担当                 |
| 2016年 | アイドルマスター プラチナスターズ                    | PlayStation 4                                                  | バンダイナムコエンターテインメント              | プログラムの一部担当                           |
| 2016年 | テイルズ オブ ベルセリア                             | PlayStation 3/4                                                | バンダイナムコエンターテインメント              | プログラム、デザインの一部担当                 |
| 2017年 | マリオスポーツ スーパースターズ                      | ニンテンドー3DS                                                | 任天堂                                          | 企画、プログラム、デザインの一部担当           |
| 2017年 | ガンダムバーサス                                     | PlayStation 4                                                  | バンダイナムコエンターテインメント              | 企画、プログラム、デザインの一部担当           |
| 2018年 | 機動戦士ガンダム エクストリームバーサス2             | アーケード                                                     | バンダイナムコエンターテインメント              | 企画の一部担当                                 |
| 2018年 | 大乱闘スマッシュブラザーズ SPECIAL                   | Nintendo Switch                                                | 任天堂                                          | プログラム、デザインの一部担当                 |
| 2021年 | テイルズ オブ アライズ                               | PlayStation 4/5 Xbox One Xbox Series X/S Steam                 | バンダイナムコエンターテインメント              | プログラム、企画、デザイン、サウンドの一部担当 |
| 2022年 | グランツーリスモ7                                    | PlayStation 4/5                                                | ソニー・インタラクティブエンタテインメント      | 背景モデルの一部担当                           |
| 2022年 | SDガンダム バトルアライアンス                        | Nintendo Switch PlayStation 4/5 Xbox One Xbox Series X/S Steam | バンダイナムコエンターテインメント              | シナリオ担当                                   |
| 2023年 | BLUE PROTOCOL                                        | PC PlayStation 5 Xbox Series X/S                               | バンダイナムコオンライン バンダイナムコスタジオ | ビジュアル協力                                 |